# Казуюки Тода
Казуюки Тода (на японски: 戸田 和幸) е японски футболист.

## Национален отбор
Записал е и 20 мача за националния отбор на Япония.
| Япония | Япония | Япония |
| Година | Мачове | Голове |
| ------ | ------ | ------ |
| 2001   | 10     | 0      |
| 2002   | 10     | 1      |
| Общо   | 20     | 1      |